# Lianau
Der osttimoresische Lianau (portugiesisch Ribeira Lianau) ist ein Fluss im Norden Timors in der Gemeinde Baucau. Außerhalb der Regenzeit fällt der Fluss wie die meisten anderen im Norden des Landes trocken.

## Verlauf
Der Lianau entspringt im Suco Guruça (Verwaltungsamt Quelicai) östlich des Ortes Cotaissi. Vorbei am Ort Maebu fließt er nach Norden in den Suco Tequinaumata (Verwaltungsamt Laga). Östlich des Ortes Mulla mündet der Lianau schließlich in die Straße von Wetar.